# Zapasy na Letnich Igrzyskach Olimpijskich 1948 – kategoria do 52 kg w stylu wolnym
Zmagania mężczyzn do 52 kg to jedna z ośmiu męskich konkurencji w zapasach w stylu wolnym rozgrywanych podczas Letnich Igrzysk Olimpijskich 1948. Pojedynki w tej kategorii wagowej odbyły się w dniach 29–31 lipca.
Punktacja opierała się na systemie „złych punktów karnych”. Przegrany otrzymywał 3 punkty za „łopatki” lub jednomyślną przegraną, a dwa punkty za porażkę 2-1. Zwycięzca otrzymywał jeden punkt za wygraną 2-1, a w pozostałych przypadkach zero. W każdej z rund odpadł zawodnik, który zgromadził łącznie pięć punktów lub więcej.

## Klasyfikacja[1]
| Lp. | Państwo         | Zawodnik                  |
| --- | --------------- | ------------------------- |
| 1   | Finlandia       | Lenni Viitala             |
| 2   | Turcja          | Halit Balamir             |
| 3   | Szwecja         | Thure Johansson           |
| 4   | Iran            | Mansour Raisi             |
| 5   | Francja         | Roland Baudric            |
| 6   | Indie           | Khashaba Dadasaheb Jadhav |
| 7   | USA             | Billy Jernigan            |
| 8   | Wielka Brytania | Harry Parker              |
| 9   | Belgia          | Adolphe Lamot             |
| 10  | Egipt           | Muhammad al-Ward          |
| .   | Australia       | Bert Harris               |

## Wyniki
* „Łopatki” (ang. fall, touche) – pozycja w której zawodnik dotyka łopatkami maty (oznaczająca koniec walki).

### Pierwsza runda[2]
| Zwycięzca                 | Punkty karne | Wynik        | Przegrany        | Punkty karne |
| ------------------------- | ------------ | ------------ | ---------------- | ------------ |
| Thure Johansson           | 1            | Decyzja, 3:0 | Muhammad al-Ward | 3            |
| Lenni Viitala             | 1            | Decyzja, 2:1 | Halit Balamir    | 2            |
| Billy Jernigan            | 1            | Decyzja, 3:0 | Mansour Raisi    | 3            |
| Roland Baudric            | 1            | Decyzja, 2:1 | Adolphe Lamot    | 2            |
| Khashaba Dadasaheb Jadhav | 1            | Decyzja, 3:0 | Bert Harris      | 3            |
| Harry Parker              | 0            | Bez walki    |                  |              |

### Druga runda[3]
| Zwycięzca                 | Punkty karne | Wynik                 | Przegrany      | Punkty karne |
| ------------------------- | ------------ | --------------------- | -------------- | ------------ |
| Thure Johansson           | 1            | Łopatki               | Harry Parker   | 3            |
| Halit Balamir             | 3            | Decyzja, 3:0          | Roland Baudric | 4            |
| Lenni Viitala             | 1            | Łopatki               | Adolphe Lamot  | 5            |
| Mansour Raisi             | 3            | Łopatki               | Bert Harris    | 6            |
| Khashaba Dadasaheb Jadhav | 2            | Decyzja, 3:0          | Billy Jernigan | 4            |
| Muhammad al-Ward          |              | DQ przekroczenie wagi |                |              |

### Trzecia runda[4]
| Zwycięzca      | Punkty karne | Wynik        | Przegrany                 | Punkty karne |
| -------------- | ------------ | ------------ | ------------------------- | ------------ |
| Roland Baudric | 4            | Rezygnacja   | Harry Parker              | 6            |
| Halit Balamir  | 3            | Łopatki      | Thure Johansson           | 4            |
| Lenni Viitala  | 2            | Decyzja, 3:0 | Billy Jernigan            | 7            |
| Mansour Raisi  | 3            | Łopatki      | Khashaba Dadasaheb Jadhav | 5            |

### Czwarta runda[5]
| Zwycięzca       | Punkty karne | Wynik        | Przegrany      | Punkty karne |
| --------------- | ------------ | ------------ | -------------- | ------------ |
| Thure Johansson | 4            | Łopatki      | Roland Baudric | 7            |
| Halit Balamir   | 3            | Decyzja, 3:0 | Mansour Raisi  | 6            |
| Lenni Viitala   | 2            | Bez walki    |                |              |

### Piąta runda[6]
| Zwycięzca     | Punkty karne | Wynik        | Przegrany       | Punkty karne |
| ------------- | ------------ | ------------ | --------------- | ------------ |
| Lenni Viitala | 3            | Decyzja, 3:0 | Thure Johansson | 7            |
| Halit Balamir | 3            | Bez walki    |                 |              |